# Carrusel
Carrusel (no Brasil e em Portugal, Carrossel) é uma telenovela mexicana que foi produzida pela Televisa e exibida pelo Canal de las Estrellas de 16 de janeiro de 1989 a 1 de junho de 1990, em 358 capítulos.
Baseada na telenovela argentina Jacinta Pichimahuida, la maestra que no se olvida produzida em 1966, a história tem por argumento a história de uma turma de crianças da 2ª série do Ensino Fundamental da Escola Mundial. Juntos, eles descobrem os prós e os contras da vida e procuram resolver seus problemas com alegria e descontração, sempre com o auxílio e carinho da Professora Helena, que servia como uma segunda mãe para eles.
A trama contou com Gabriela Rivero como protagonista, Ludwika Paleta e Janet Ruiz como deuteragonista, e Beatriz Moreno como antagonista adulta. Pedro Javier Viveros, Hilda Chávez, Jorge Granillo, Christel Klitbo, Flor Eduarda Gurrola, Joseph Birch, Abraham Pons, Mauricio Armando, Gabriel Castañon, Rafael Omar Lozano, Yoshiki Taquiguchi, Georgina García, Manuel Fernández, Karen Nisembaum, Silvia Guzmán, e Erika Garza interpretaram os demais papéis principais da história.

## Origem
A história de "Carrossel" era na verdade uma das muitas versões televisivas baseada nos personagens e nas histórias que tiveram início na Argentina, escritas pelo escritor e dramaturgo Abel Santa Cruz e publicadas na revista "Patoruzú" nos anos 40, e que mais tarde foram compiladas em um livro chamado "Cuentos de Jacinta Pichimahuida", e depois adaptadas para os meios de comunicação eletrônicos em forma de uma radionovela em 1964. Na trama original o autor conta histórias de uma turma de alunos do primário, e sua professora "Jacinta" (que no Brasil é conhecida como "Helena"). Algumas passagens da trama foram inspiradas na própria infância do autor, e suas vivências escolares com vários de seus companheiros em uma escola primária em Caballito.
A protagonista "Jacinta" é uma personagem baseada em uma professora real de mesmo nome, que deu aulas ao autor Abel Santa Cruz, quando este era um estudante na década de 20. Porém a professora real não tinha o sobrenome "Pichimahuida", que foi criado pelo autor, para que não fosse reconhecida. Quando adulto, nos anos 40, Santa Cruz escreveu as aventuras da turma de alunos, da qual ele fazia parte quando criança, e suas histórias foram publicadas na revista "Patoruzú", e que mais tarde também seriam publicadas no livro citado anteriormente.
Um fato curioso, é que a versão mexicana de 1989, "Carrusel", fez um grande sucesso na Coreia, sendo conhecida inclusive pelo título de "Coro de Anjos" (천사들의 합창, Cheonsadeul-ui Habchang), e devido a esse fato quando o livro "Cuentos de Jacinta Pichimahuida" foi lançado no país traduzido para coreano, os personagens foram ilustrados com as mesmas roupas e características da novela de 1989.

### Adaptações e versões
Durante os anos 60, na Argentina, as histórias de Abel Santa Cruz foram contadas além do livro e da radionovela, em uma telenovela em 1966 muito popular em seu país, e depois em dois filmes, um em 1974 e outro 77, e um seriado de televisão em 1983. Na época foram publicadas também  revistas de fotonovelas e quadrinhos.
A versão em forma de novela de 1966, se chamava "Jacinta Pichimahuida, la maestra que no se olvida" (que traduzido para português ficaria: "Jacinta Pichimahuida, a professora que não se esquece" ou "A professora que ninguém esquece") e trazia a atriz Evangelina Salazar, no papel da professora Jacinta (que na versão de 1989 se chamou "Jimena" ou "Ximena", e na dublagem brasileira virou "Professora Helena", enquanto na versão feita entre 2002 e 2003 se tornou "Professora Lupita"). A versão exibida em 66 foi um marco na Argentina e em outros países hispânicos, se tornando símbolo da infância de muitos. Foi uma das pioneiras em tratar questões sociais como o preconceito entre os alunos "Cirilo Tamyo" e "Etelvina"(que se tornaram "Cirilo" e "Maria Joaquina" na versão de 1989, "Ana Lucrécia" e "Martim" na versão de 1992 e "Angelo" e "Simoninha" na de 2002).
Em 1974, foi produzido um filme argentino com o mesmo título "Jacinta Pichimahuida, la maestra que no se olvida", porém agora em cores e com outros atores. Outro filme também foi produzido em 1977, chamado "Jacinta Pichimahuida se enamora"" (que traduzido ficaria: "Jacinta Pichimahuida se Apaixona"). O sucesso dos filmes fez com que, em 1983 a emissora ATC realizasse mais uma versão para a televisão, mas dessa vez não como uma novela, mas sim como um seriado, chamado "Señorita Maestra", chegando a ir ao ar por mais de dois anos. Entre o ano de 1975 e 1976, existiu também uma história em quadrinho na Argentina, que foi incluída em uma revista de fotonovelas. Os quadrinhos porém, eram muito mais fantasiosos, e tinham pouco a ver com a telenovela, que era mais realista na hora de tratar os problemas habituais na escola.
A repercussão da novela e da série na América Latina foi tamanha que foi feita uma versão no México, pois chamou a atenção da rede mexicana Televisa, que comprou os direitos da trama e produziu, uma novela chamada "Carrusel" ("Carrossel" no Brasil), a que foi exibida pelo SBT em 1991 e obteve altos índices de audiência, logo virando uma febre entre o público, se tornando a versão mais conhecida pelo público brasileiro.
Em 1992, a Televisa fez uma quarta versão da novela, chamada de "Carrusel de las Américas" ("Carrossel das Américas"), tendo novamente como protagonista a atriz Gabriela Rivero. Essa versão foi produzida em celebração aos 500 anos de descobrimento da América e foi transmitida por toda a América Latina via satélite. Apresentada como uma "continuação" da anterior, acabou se tornando um remake desta. Exibida pelo SBT em 1996, ela não obteve o mesmo sucesso no Brasil que a anterior.
A quinta versão para televisão, também produzida no México pela Televisa, foi feita em 2002, chamada "¡Vivan los niños!" ("Viva às Crianças! - Carrossel 2"), e embora o começo de "Vivan los Niños" seja quase a mesma história de Carrossel de 1989, nos capítulos seguintes foram adicionadas tramas inéditas que não estavam na versão de 89. Essas histórias novas eram mais fantasiosas, como por exemplo uma onde um cientista meio "desequilibrado" inventa uma máquina de encolher pessoas, e começa a capturar as crianças para criá-las em uma caixa, onde ele construiu uma cidade em miniatura. Durante os capítulos posteriores, ocorre mais uma trama fantasiosa onde um menino alienígena se torna amigo das crianças da escola. Em outra história inédita na outra versão, o pai do menino pobre Guilherme ou "Memê" (que corresponde ao personagem "Mário" na versão de 89) perde a guarda do filho para a sua sogra, a avó materna do menino, uma mulher rica chamada Porfia. Na trama a avó não deixava que o neto visse o pai, e ele então se disfarça de uma velha empregada chamada Guilhermina (parecido com o que ocorre no filme "Uma Babá Quase Perfeita"), e começa a trabalhar na casa da avó do menino, sem que ninguém desconfiasse do disfarce. A novela "Vivan los Niños" foi exibida no Brasil em 2003, também pelo SBT, porém não obteve o mesmo sucesso que "Carrossel" de 89 obteve no Brasil.
Em 21 de maio de 2012, o canal SBT estreou uma nova versão inspirada diretamente na versão mexicana de 1989, com atores brasileiros, com Rosanne Mulholland, interpretando a professora Helena, Maisa Silva interpretando a extrovertida Valéria e Lívia Andrade como a vilã Suzana.

## Elenco
| Ator/atriz                                           | Personagem                | Na versão adaptada                         |
| ---------------------------------------------------- | ------------------------- | ------------------------------------------ |
| Gabriela Rivero                                      | Helena Fernández          | Rosanne Mulholland como Helena Fernandes   |
| Ludwika Paleta                                       | Maria Joaquina Villaseñor | Larissa Manoela como Maria Joaquina Medsen |
| Pedro Javier Viveros                                 | Cirilo Rivera             | Jean Paulo Campos                          |
| Janet Ruiz                                           | Suzana Bustamante         | Lívia Andrade                              |
| Flor Eduarda Gurrola                                 | Carmen Carrillo           | Stefany Vaz como Carmem Carrilho           |
| Jorge Granillo                                       | Jaime Palillo             | Nicholas Torres                            |
| Christel Klitbo                                      | Valeria Ferreyra          | Maisa Silva como Valéria Ferreira          |
| Joseph Birch                                         | David Rabinovich          | Guilherme Seta                             |
| Mauricio Armando                                     | Paulo Guerra              | Lucas Santos                               |
| Abraham Pons                                         | Daniel Zapata             | Thomaz Costa                               |
| Hilda Chávez                                         | Laura Quiñones            | Aysha Benelli como Laura Gianolli          |
| Gabriel Castañon                                     | Mario Ayala               | Gustavo Daneluz                            |
| Yoshiki Takiguchi                                    | Kokimoto Mishima          | Matheus Ueta                               |
| Rafael Omar Lozano                                   | Jorge Del Salto           | Léo Belmonte como Jorge Cavalieri          |
| Georgina García                                      | Marcelina Guerra          | Ana Zimerman                               |
| Manuel Fernández                                     | Adriano Román             | Konstantino Atan como Adriano Ramos        |
| Karen Nisembaum                                      | Bibi Smith                | Victória Diniz                             |
| Silvia Guzmán                                        | Alícia Guzmán             | Fernanda Concon como Alícia Gusman         |
| Ramón Valdés Urtiz                                   | Abelardo Cruz             | Henrique Filgueiras                        |
| Erika Garza                                          | Clementina Suárez         | Kiane Porfírio como Clementina Soares      |
| Beatriz Moreno                                       | Diretora Olívia           | Noemi Gerbelli                             |
| Augusto Benedico (1.ª fase) Armando Calvo (2.ª fase) | Fermín                    | Fernando Benini como Firmino               |
| Manuel Guízaré                                       | Morales                   | Déo Garcez                                 |
| Raquel Pankowsky                                     | Matilde                   | Ilana Kaplan                               |
| Adriana Laffán                                       | Luisa Palillo             | Ivanna Domenyco como Eloísa Palillo        |
| Alejandro Tommasi                                    | Alberto Del Salto         | Pedro Osório como Alberto Cavalieri        |
| Andrea Legarreta                                     | Aurelia                   | Caroline Molinari como Melissa Ferreira    |
| Alvaro Cerviño                                       | Miguel Villaseñor         | Fábio di Martino como Miguel Medsen        |
| Arturo García Tenorio                                | Ramon Palillo             | Henrique Stroeter como Rafael Palillo      |
| Beatriz Ornelas                                      | Natalia Ayala             | Nábia Vilela                               |
| Cecilia Gabriela                                     | Rosana Del Salto          | Silvia Menabó como Rosana Cavalieri        |
| David Ostrosky                                       | Isaac Rabinovich          | Bruno Perillo                              |
| Johnny Laboriel                                      | José Rivera               | Marcelo Batista                            |
| Karen Sentíes (1.ª fase) Kenia Gazcón (2.ª fase)     | Clara Villaseñor          | Adriana del Claro como Clara Medsen        |
| Marcial Salinas                                      | Germán Ayala              | Ithamar Lembo como Germano Ayala           |
| Odiseo Bichir                                        | Frederico Carrilho        | Daniel Satti                               |
| Pituka de Foronda                                    | Sara Rabinovich           | Lilian Blanc                               |
| Rebeca Manríquez                                     | Inés Carrillo             | Rennata Airoldi                            |
| Verónica Con K                                       | Belén de Rivera           | Adriana Alves como Paula Rivera            |

### Dubladores
Gabriela Rivero (Professora Helena Fernández): Marlene Costa
Augusto Benedico (Firmino #1): Jomeri Pozzoli
Armando Calvo (Firmino# 2): Jomeri Pozzoli
Beatriz Moreno (Diretora Oliva): Sônia de Moraes
Jorge Granillo (Jaime Palillo): Gabriel Teller
Ludwika Paleta (María Joaquina Villaseñor): Adriana Torres
Pedro Javier Viveros (Cirilo Rivera): Gabriella Bicalho
Krystel Klithbo (Valeria Ferreira): Fernanda Baronne
Mauricio Armando (Paulo Guerra): Peterson Adriano
Joseph Birch (David Rabinovich): Robson Richers
Gabriel Castañon (Mário Ayala): Cleonir dos Santos
Abraham Pons (Daniel Zapata): Luiz Sérgio Vieira
Hilda Chavéz (Laura Quiñones): Ana Lúcia Menezes
Rafael Omar Lozano (Jorge Del Salto): Fernanda Crispim
Yoshiki Takiguchi (Kokimoto Mishima): Priscila Gonçalves
Flor Eduarda Gurrola (Carmen Carrillo): Mariana Torres
Gina Garcia (Marcelina Guerra): Danielle Ribeiro
Karen Nisembaum (Bibi Smith): Joana Jaeger
Manuel Fernández (Adriano Román): Letícia Rio Branco
Arturo García Tenorio (Rafael Palillo): Hamilton Ricardo
Álvaro Cerviño (Dr. Miguel Villaseñor): Sérgio Galvão (1ª voz)/ Carlos Seidl (2ª voz)
Rebeca Manríquez (Ines Carrillo): Marisa Leal
Adriana Laffan (Luisa Palilo): Marly Ribeiro
Janet Ruiz (Professora Suzana): Sumára Louise
Alejandro Tomassi (Alberto Del Salto): Júlio Cezar
Cecilia Gabriela (Rosana Del Salto): Teresa Cristina
Raquel Pankowsky (Professora Matilde Mateuche): Dolores Machado
Johnny Laboriel (José Rivera): Mauro Ramos
Veronika Con K (Belém de Rivera): Jane Kelly
Marcial Salinas (Germano Ayala): Paulo Flores
Beatriz Ornellas (Natalia, madrasta de Mário): Isis Koschdoski
Oscar Narváez (Ricardo Ferreira): Carlos Seidl (1ª voz)/ Dário de Castro (2ª voz)
Bárbara Córcega (Helena Ferreira): Maralisi Tartarini (1ª voz)/ Maria Helena Pader (2ª voz)
Silvia Guzman (Alicia): Flávia Saddy
Lupita Sandoval (Dorotéia): Sônia Ferreira
Erika Garza (Clementina Suárez): Flávia Saddy
Professor René: Garcia Júnior
Locutor: Sérgio Fortuna
Outras Vozes:
Manolo Rey. entre outros.

Estúdio:
Herbert Richers
Mídia:
Televisão (SBT)
Direção:
Marlene Costa
Tradução:
Manolo Rey
Fonte: Dublanet

## Exibição no Brasil
Foi exibida no Brasil pelo SBT entre 20 de maio de 1991 e 21 de abril de 1992, em 289 capítulos, sendo substituída por Vovô e eu. A trama fez tanto sucesso, que chegou a marcar 28 pontos, incomodando a Rede Globo, que na época exibia O Dono do Mundo. Os direitos de exibição da telenovela foram oferecidos inicialmente da Televisa para a Globo. Na época, a Globo comprava produções estrangeiras e as deixava na geladeira, apenas para que as concorrentes não as exibissem. Carrossel foi comprada pelo SBT por US$ 300 mil, ou cerca de 100 milhões de cruzeiros, que era a moeda brasileira na ocasião.
Foi reprisada pela primeira vez entre 04 de janeiro e 30 de julho de 1993, em 166 capítulos, juntamente com a reprise de Rosa Selvagem.
Foi reprisada pela segunda vez entre 03 de julho de 1995 a 26 de fevereiro de 1996, em 205 capítulos, sendo substituída pela inédita Carrossel das Américas. Esta reprise fez muito sucesso, chegando a marcar 18 pontos.
Com o sucesso da novela e da personagem Professora Helena, Gabriela Rivero, a atriz que a interpretava, visitou o Brasil na época, sendo esperada por cerca de cinco mil pessoas, e desceu a rampa do Congresso Nacional do Brasil junto com o então presidente Fernando Collor de Mello.
Será disponibilizada no serviço de streaming Globoplay em 2025.

## Curiosidades
- Foi a segunda novela estrangeira a concorrer ao Troféu Imprensa na categoria de "Melhor Novela", porém recebeu somente um voto dos jurados, perdendo para O Dono do Mundo (1991) da Rede Globo.
- A novela foi um fenómeno tão grande que foi matéria de capa da revista VEJA, na edição nº 1186, de 12 de junho de 1991. Até hoje, a única novela mexicana que foi capa da Veja!
- A atração chegou a incomodar severamente a programação da Rede Globo, que precisou tomar atitudes de caráter emergencial devido a perda repentina de audiência, migrada para a emissora rival.
- Em julho de 1991, quando a novela estava em seu auge, Cirilo e Marcelina vieram ao Rio de Janeiro para serem a atração internacional de uma grande exposição de filhotes de animais. A participação deles foi anunciada em comerciais da Rede Globo e do SBT, porém quando era exibido na Globo, os rostos deles eram tapados por sombras, pois a Globo se recusava a expor a imagem dos pequenos atores por fazerem parte da novela da emissora rival.[18]
- Está sendo produzido um documentário da novela Carrussel e terá participação do influencer brasileiro.[19]

## Trilhas sonoras
Foram lançadas no total quatro trilhas sonoras da novela. A primeira seria a original lançada no México, que foi raramente executado na novela, mas sim em apresentações musicais ao vivo que foram feitas na época. Já as outras três foram lançadas somente no Brasil pelo SBT, emissora que transmitiu a novela no país. A primeira trilha brasileira lançada em 1991, consiste em outras canções interpretadas por artistas nacionais. Já a segunda também lançada em 1991, consiste em cantigas de roda interpretadas pela dubladora da Professora Helena no Brasil, Marlene Costa. A terceira trilha somente foi lançada em 1995, durante a segunda reprise da novela no Brasil, que consiste em algumas músicas da primeira trilha brasileira e da segunda.
- 1989: Carrusel
- 1991: Carrossel
- 1991: Carrossel Dois: Professora Helena Cantando com as Crianças
- 1995: Carrossel

## Prêmios e indicações

### PrêmiosTVyNovelas(1990)
| Categoria                 | Indicado(a)       | Resultado |
| ------------------------- | ----------------- | --------- |
| Melhor Novela             | Valentín Pimstein | Indicado  |
| Melhor ator               | Armando Calvo     | Indicado  |
| Melhor revelação feminina | Gabriela Rivero   | Indicado  |
| Melhor atriz infantil     | Ludwika Paleta    | Venceu    |
| Melhor ator infantil      | Jorge Granillo    | Venceu    |

### Troféu Imprensa (1992)
| Categoria     | Indicado(a)       | Resultado |
| ------------- | ----------------- | --------- |
| Melhor Novela | Valentín Pimstein | Indicado  |